# Bataille de Swift Creek
Guerre de Sécession
Batailles
Campagne de Bermuda Hundred
- Port Walthall Junction
- Swift Creek
- Chester Station
- Proctor's Creek
- Ware Bottom Church

La bataille de Swift Creek ou d'Arrowfield Church s'est déroulée le 9 mai 1864, entre les forces de l'Union et Confédérés au cours de la guerre de Sécession,. Les forces de l'Union ne réussissent que partiellement : elles infligent des dommages sur le chemin de fer local, mais ne peuvent poursuivre leur progression.

## Description
Le 9 mai 1864, le major général Benjamin Butler fait une poussée vers Petersburg et rencontre la division de Bushrod Johnson à Swift Creek. Une attaque prématurée à Arrowfield Church est repoussée avec de lourdes pertes, mais les forces de l'Union ne la poursuivent pas. Après une escarmouche, Butler semble satisfait de couper les voies de chemin de fer et ne presse pas les défenseurs. En collaboration avec l'avancée sur Swift Creek, cinq canonnières fédérales remontent la rivière Appomattox pour bombarder le fort de Clifton, tandis que la division d'infanterie des troupes de couleur d'Edward W. Hincks lutte à travers le sol marécageux sur la rive. Les canonnières sont rapidement chassées, et l'offensive de l'infanterie est abandonnée.

## Sources
- Résumé du service des parcs nationaux
- CWSAC mise à Jour du Rapport
- Ville de Colonial Heights, Virginie
- E-Histoire